# Ԡ
L'el amb ganxo al mig (Ԡ ԡ; cursiva: Ԡ ԡ) és una lletra de l'alfabet ciríl·lic. La seva forma es deriva de la letra ciríl·lica El (л Л) mitjançant l'addició d'un ganxo a la meitat de la cama dreta.
El ganxo al mig s'ha utilitzat només en llengües txuvaix.

## Codis de computació
U+0520 = El amb ganxo al mig majúscula
U+0521 = El amb ganxo al mig minúscula